# Chris Anker Sørensen
Chris Anker Sørensen (Hammel, 5 de setembro de 1984 – Bélgica, 18 de setembro de 2021) foi um ciclista dinamarquês. Em 2012, pedalou pela equipe Team Saxobank-Tinkoff Bank de Alberto Contador.
Conquistou o Campeonato Dinamarquês em Estrada de 2015.

## Morte
Sørensen morreu 18 de setembro de 2021, aos 37 anos de idade, devido a ferimentos causados em um acidente de trânsito na Bélgica.

## Principais resultados
- Vuelta a España 2007 : 19.º colocado na classificação geral
- Giro d'Italia 2008 : 28.º colocado na classificação geral
- Tour de France 2009 : 34.º colocado na classificação geral, 8º na Classificação dos jovens
- 1.º - Etapa 8 do Giro d'Italia 2010
- 3.º - Classificação de Montanha do Tour de France 2012
- 1.º  Prêmio de Combatividade do Tour de France 2012